# Mario Bortolazzi
Mario Bortolazzi (Verona, 10 gennaio 1965) è un allenatore di calcio ed ex calciatore italiano, di ruolo centrocampista.

## Carriera

### Giocatore

Bortolazzi al Genoa nella stagione 1991-1992

Cresciuto nel Tebaldi Verona, viene acquistato dal Mantova dove esordisce in Serie C1 a 16 anni: saranno 27 in tutto le partite disputate con il club lombardo. Nell'ottobre 1982 passa alla Fiorentina dove però in tre stagioni, trova tuttavia poco spazio, scendendo in campo in sole 11 occasioni.
Nel 1985 viene acquistato dal Milan dove disputa due stagioni intervallate da un prestito al Parma; con i rossoneri vince uno scudetto nel 1988. In successione gioca poi con Verona e Atalanta, prima di approdare nel 1990 al Genoa dove rimane per otto stagioni raccogliendo 251 presenze e 16 reti; con i liguri ottiene un quarto posto in campionato nel 1991 e la partecipazione alla successiva edizione della Coppa UEFA, dove la squadra viene eliminata in semifinale.
Nel 1998 si accasa in Inghilterra al West Bromwich, per poi tornare in Italia la stagione successiva nel Livorno. Nel 2000 passa al Lecco di Roberto Donadoni, allora tecnico della formazione lombarda, che segue poi nella squadra labronica, segnando così il ritorno di Bortolazzi alla società toscana, dove chiude la carriera al termine della stagione 2002-03.

### Allenatore
Dal gennaio 2005 assume il ruolo di secondo di Roberto Donadoni al Livorno, carica che riveste dopo il suo esonero nel febbraio 2006 e la conseguente nomina di Carlo Mazzone come suo successore.
Nel 2006 è vice di Donadoni sulla panchina dell' Italia per il biennio di qualificazione al campionato d'Europa 2008, dove gli azzurri vengono poi eliminati dalla competizione ai quarti di finale; a seguito della mancata conferma del commissario tecnico, anche Bortolazzi lascia lo staff azzurro.
Il 10 marzo 2009 assume nuovamente il ruolo di allenatore in seconda di Donadoni, ingaggiato come tecnico del Napoli. Seguirà Donadoni anche al Parma, dove rimane dal 2012 al 2015, al Bologna tra il 2015 e il 2018 e, ancora, nel 2019, quando lo affianca allo Shenzhen, in Cina, fino all'11 agosto 2020, quando Donadoni viene esonerato insieme al suo staff.
Nel febbraio del 2023 diventa vice di Daniele Gastaldello al Brescia.

## Statistiche

### Presenze e reti nei club
| Stagione          | Squadra           | Campionato        | Campionato | Campionato | Coppa Italia | Coppa Italia | Coppa Italia | Coppe europee | Coppe europee | Coppe europee | Altre coppe | Altre coppe | Altre coppe | Totale | Totale |
| Stagione          | Squadra           | Comp              | Pres       | Reti       | Comp         | Pres         | Reti         | Comp          | Pres          | Reti          | Comp        | Pres        | Reti        | Pres   | Reti   |
| ----------------- | ----------------- | ----------------- | ---------- | ---------- | ------------ | ------------ | ------------ | ------------- | ------------- | ------------- | ----------- | ----------- | ----------- | ------ | ------ |
| 1980-1981         | Mantova           | C1                | 1          | 0          | CI-C         | ?            | ?            | -             | -             | -             | -           | -           | -           | 1+     | 0+     |
| 1981-1982         | Mantova           | C1                | 21         | 0          | CI-C         | ?            | ?            | -             | -             | -             | -           | -           | -           | 21+    | 0+     |
| lug.-ott. 1982    | Mantova           | C2                | 5          | 0          | CI-C         | ?            | ?            | -             | -             | -             | -           | -           | -           | 5+     | 0+     |
| Totale Mantova    | Totale Mantova    | Totale Mantova    | 27         | 0          |              | ?            | ?            |               | -             | -             |             | -           | -           | 27+    | 0+     |
| ott. 1982-1983    | Fiorentina        | A                 | 2          | 0          | CI           | 0            | 0            | CU            | 0             | 0             | -           | -           | -           | 2      | 0      |
| 1983-1984         | Fiorentina        | A                 | 1          | 0          | CI           | 0            | 0            | -             | -             | -             | -           | -           | -           | 1      | 0      |
| 1984-1985         | Fiorentina        | A                 | 8          | 0          | CI           | 0            | 0            | CU            | 0             | 0             | -           | -           | -           | 8      | 0      |
| Totale Fiorentina | Totale Fiorentina | Totale Fiorentina | 11         | 0          |              | 0            | 0            |               | 0             | 0             | -           | -           |             | 11     | 0      |
| 1985-1986         | Milan             | A                 | 7          | 0          | CI           | 5            | 0            | CU            | 3             | 1             | TE          | 3           | 0           | 18     | 1      |
| 1986-1987         | Parma             | B                 | 34         | 7          | CI           | 9            | 0            | -             | -             | -             | -           | -           | -           | 45     | 7      |
| 1987-1988         | Milan             | A                 | 13         | 1          | CI           | 7            | 0            | CU            | 2             | 0             | -           | -           | -           | 22     | 1      |
| Totale Milan      | Totale Milan      | Totale Milan      | 20         | 1          |              | 12           | 0            |               | 5             | 1             |             | 3           | 0           | 40     | 2      |
| 1988-1989         | Verona            | A                 | 33         | 4          | CI           | 8            | 1            | -             | -             | -             | -           | -           | -           | 41     | 5      |
| 1989-1990         | Atalanta          | A                 | 20         | 2          | CI           | 4            | 2            | CU            | 1             | 0             | -           | -           | -           | 25     | 4      |
| 1990-1991         | Genoa             | A                 | 31         | 1          | CI           | 3            | 0            | -             | -             | -             | -           | -           | -           | 34     | 1      |
| 1991-1992         | Genoa             | A                 | 32         | 4          | CI           | 5            | 1            | CU            | 10            | 0             | -           | -           | -           | 47     | 6      |
| 1992-1993         | Genoa             | A                 | 31         | 1          | CI           | 5            | 1            | -             | -             | -             | -           | -           | -           | 36     | 2      |
| 1993-1994         | Genoa             | A                 | 32         | 0          | CI           | 1            | 0            | -             | -             | -             | -           | -           | -           | 25     | 4      |
| 1994-1995         | Genoa             | A                 | 31+1       | 1+0        | CI           | 3            | 0            | -             | -             | -             | -           | -           | -           | 35     | 1      |
| 1995-1996         | Genoa             | B                 | 36         | 3          | CI           | 2            | 0            | -             | -             | -             | CAI         | 1+          | 0+          | 38+    | 3+     |
| 1996-1997         | Genoa             | B                 | 32         | 2          | CI           | 5            | 0            | -             | -             | -             | -           | -           | -           | 37     | 2      |
| 1997-1998         | Genoa             | B                 | 26         | 4          | CI           | 4            | 0            | -             | -             | -             | -           | -           | -           | 30     | 4      |
| Totale Genoa      | Totale Genoa      | Totale Genoa      | 250+1      | 16         |              | 28           | 2            |               | 10            | 0             |             | 1+          | 0+          | 290+   | 18+    |
| 1998-1999         | West Bromwich     | FD                | 35         | 2          | FACup+CdL    | 1+0          | 0            | -             | -             | -             | -           | -           | -           | 36     | 2      |
| 1999-2000         | Livorno           | C1                | 29         | 0          | CI-C         | ?            | ?            | -             | -             | -             | -           | -           | -           | 29+    | 0+     |
| 2000-2001         | Lecco             | C1                | 13         | 3          | CI-C         | ?            | ?            | -             | -             | -             | -           | -           | -           | 13+    | 3+     |
| 2001-2002         | Lecco             | C1                | 32         | 10         | CI-C         | ?            | ?            | -             | -             | -             | -           | -           | -           | 32+    | 10+    |
| Totale Lecco      | Totale Lecco      | Totale Lecco      | 45         | 13         |              | ?            | ?            |               | -             | -             |             | -           | -           | 289    | 18     |
| 2002-2003         | Livorno           | B                 | 17         | 1          | CI           | 1            | 0            | -             | -             | -             | -           | -           | -           | 18     | 1      |
| Totale Livorno    | Totale Livorno    | Totale Livorno    | 46         | 1          |              | 1+           | 0+           |               | -             | -             |             | -           | -           | 47+    | 1+     |
| Totale carriera   | Totale carriera   | Totale carriera   | 522        | 44         |              | 63+          | 5+           |               | 16            | 1             |             | 4+          | 0+          | 605+   | 50+    |

## Palmarès

### Giocatore

#### Competizioni nazionali
- Campionato italiano: 1

Milan: 1987-1988

#### Competizioni internazionali
- Coppa Anglo-Italiana: 1

Genoa: 1995-1996